# ناحیه کین، میشیگان
ناحیه کین (به انگلیسی: Keene Township) یک منطقهٔ مسکونی در ایالات متحده آمریکا است که در شهرستان آیونیا، میشیگان واقع شده‌است.
 ناحیه کین ۹۳٫۲ کیلومتر مربع مساحت و ۱٬۶۶۰ نفر جمعیت دارد و ۲۶۴ متر بالاتر از سطح دریا واقع شده‌است.